# Joan González
Joan Gonzàlez Cañellas (Barcelona, 1 de febrero de 2002) es un exfutbolista español que jugó como centrocampista

## Trayectoria
Empezó a jugar fútbol en el equipo de su ciudad, el Sant Cugat FC. Allí compitió en las categorías patufet (3-5 años), pre-benjamín (5-7 años), y benjamín (8-9 años). Destacó mucho en estas categorías, lo que le llevó a fichar por el F. C. Barcelona. En el FC Barcelona estuvo dos años (categoría alevín, 10-11 años), el primero de ellos en el Alevín "C",  y el segundo año en el alevín "A". 
Cumplidos los dos años de alevín, decidió continuar su trayectoria en el Cornellà. Allí militó 5 años, pasando por las categorías infantil (12-13 años), cadete (14-15 años) y el primer año de juvenil (16 años). Después de destacar notablemente en dichas categorías con el Cornellà, 
En 2019 llegó a la cantera del F. C. Barcelona, donde jugó el segundo año de juvenil en el Juvenil "B", y su último año de juvenil en el Juvenil "A". Al ser un mediocentro corpulento con salida de balón, jugó la mayor parte de los partidos en el Juvenil "A" de defensa central.  En 2021, el   F. C. Barcelona no lo renueva, y se traslada al U. S. Lecce para el equipo primavera, sin coste alguno para el club italiano. 
La primera temporada en el equipo primavera del U. S. Lecce realiza una gran campaña, marcando 8 goles y siendo un peso importante en la participación del equipo en el Torneo Primavera (Calcio). Joan, es convocado el 1 de noviembre de 2021 con el primer equipo del U. S. Lecce, que en ese momento competía por la primera plaza en la Serie B (Italia), sin finalmente debutar. 
Al inicio de la temporada 2022/23 es ascendido al primer equipo, el cual había conseguido la primera plaza en la  Serie B (Italia), por lo que habían ascendido a la Serie A (Italia). Realiza la pretemporada con el primer equipo, marcando 2 goles. 
Hizo su debut profesional el 5 de agosto de 2022 en la Copa de Italia como suplente en la derrota ante la A. S. Cittadella, donde jugó unos 53 minutos. 
8 días más tarde, debutó en la  Serie A (Italia) con el U. S. Lecce, de titular y jugando 75 minutos, contra el Inter de Milán en el Estadio Via del Mare.

## Estadísticas

### Clubes
Actualizado al último partido disputado el 26 de mayo de 2024.
| Club                 | Div.          | Temporada     | Liga  | Liga  | Copas nacionales | Copas nacionales | Copas internacionales | Copas internacionales | Total | Total |
| Club                 | Div.          | Temporada     | Part. | Goles | Part.            | Goles            | Part.                 | Goles                 | Part. | Goles |
| -------------------- | ------------- | ------------- | ----- | ----- | ---------------- | ---------------- | --------------------- | --------------------- | ----- | ----- |
| U. S. Lecce · Italia | 1.ª           | 2022-23       | 35    | 1     | 1                | 0                | ―                     | ―                     | 36    | 1     |
| U. S. Lecce · Italia | 1.ª           | 2023-24       | 29    | 1     | 1                | 0                | ―                     | ―                     | 30    | 1     |
| U. S. Lecce · Italia | 1.ª           | 2024-25       | 0     | 0     | 0                | 0                | ―                     | ―                     | 0     | 0     |
| U. S. Lecce · Italia | Total club    | Total club    | 64    | 2     | 2                | 0                | 0                     | 0                     | 66    | 2     |
| Total carrera        | Total carrera | Total carrera | 64    | 2     | 2                | 0                | 0                     | 0                     | 66    | 2     |